# Kirstin Jean Lewis
Kirstin Jean Lewis, född 1975, är en sydafrikansk bågskytt. Hon deltog vid olympiska sommarspelen 1996, olympiska sommarspelen 2000 och olympiska sommarspelen 2004.